# Mark Sandman
Mark Sandman (Newton, 24 settembre 1952 – Palestrina, 3 luglio 1999) è stato un musicista e cantautore statunitense.
È stato un'icona indie rock, meglio conosciuto come cantante e bassista della band Morphine. Sandman è stato membro della band blues-rock di Boston Treat Her Right e fondatore dell'etichetta musicale indipendente Hi-n-Dry. Morì a Palestrina il 3 luglio 1999 per un attacco cardiaco mentre si esibiva con il suo gruppo al festival musicale Nel Nome del Rock.

## Biografia
Mark Sandman nasce in una famiglia ebrea americana a Newton, Massachusetts. Si laurea presso la locale università e quindi lavora come operaio, autista di taxi e come marinaio su navi commerciali.
Due sono gli eventi tragici che influenzano la sua vita e che segnano anche la sua musica: durante una rapina al suo taxi viene violentemente pugnalato al petto e due suoi fratelli muoiono prematuramente.
Per il resto si conosce poco della sua vita privata, e anche la sua età è stata più volte oggetto di congetture. Di certo si conosce il nome della sua compagna, Sabine Hrechdakian, un'agente letteraria.

## Influenza
Tra i suoi dischi preferiti spiccava la colonna sonora del film di Sergio Leone, C'era una volta il West, firmata da Ennio Morricone.
La peculiarità di suonare un basso con due sole corde lo ha reso uno dei bassisti più originali nella storia della musica rock, nonché fonte di ispirazione per musicisti come Les Claypool, Josh Homme, Mike Watt.

## Tributi
- La Scalinata Mark J. Sandman che porta ai Giardini Del Principe, a Palestrina, luogo del suo ultimo concerto, è così chiamata in suo onore.
- Nel 2011 viene pubblicato il film-documentario sulla sua vita Cure for Pain: The Mark Sandman Story, dedicato alla madre scomparsa nel 2010.
- La band belga dEUS, il cui frontman Tom Barman era amico di Sandman, gli ha dedicato la canzone The Real Sugar, contenuta nell'album Pocket Revolution.
- Dopo la sua morte, Dana Colley e Billy Conway (membri dei Morphine) e Chris Ballew (frontman dei The Presidents of the United States of America e amico di Sandman) registrarono la canzone tributo Gone Again Gone. Una versione della canzone è nell'album The Days are Filled With Years di Ballew.

## Discografia

### Treat Her Right
- Treat Her Right (1986)
- Tied to the Tracks (1989)
- What's Good for You (1991)
- The Lost Album (2009)

### Morphine
- Good - 1992
- Cure for Pain - 1993
- Yes - 1995
- Like Swimming - 1997
- The Night - 2000

### Solista
- Sandbox: The Mark Sandman Box Set - 2004